# NGC 4528
NGC 4528 é uma galáxia lenticular (SB0) localizada na direcção da constelação de Virgo. Possui uma declinação de +11° 19' 16" e uma ascensão recta de 12 horas, 34 minutos e 06,0 segundos.
A galáxia NGC 4528 foi descoberta em 15 de Março de 1784 por William Herschel.